# فیفا ۲۰۰۰
«فیفا ۲۰۰۰» (انگلیسی: FIFA 2000) یک بازی ویدئویی در سبک بازی ورزشی است که توسط الکترونیک آرتس و در سال ۱۹۹۹ و در پلت‌فرم‌های پلی‌استیشن، مایکروسافت ویندوز، و گیم بوی کالر منتشر شده‌است.

## ویژگی‌های بازی
در میان نوآوری‌های این نسخه از سری بازی‌ها، امکان بازی در چند فصل متوالی اضافه شد که به بازیکنان اجازه می‌داد برای صعود یا سقوط بین لیگ‌ها و همچنین کسب سهمیه‌های رقابت‌های جام اروپا تلاش کنند. برای اولین بار، لیگ فوتبال حرفه‌ای آمریکا (مَستر لیگ ساکر) به صورت رسمی در بازی گنجانده شد و به عنوان بازی فرعی برای نسخه منتشر شده در آمریکای شمالی استفاده گردید.

## صداگذاری و موسیقی
در نسخه انگلیسی بریتانیایی بازی، تفسیرهای بازی توسط گویندگان مشهور بی‌بی‌سی، جان متسون و مارک لارنسون ارائه شده است. ضبط صدا در یک استودیوی لندنی انجام شد، اما برای اولین بار در این سری از بازی‌ها، متسون از استودیوهای توسعه‌دهنده بازی در ونکوور کانادا بازدید کرد تا دیدگاه‌های خود درباره جزئیات دنیای واقعی فوتبال را با تیم توسعه در میان بگذارد.
در نسخه آمریکایی، تفسیرها توسط فیل شوئن (گوینده ورزشی) و جولی فودی (بازیکن سابق فوتبال زنان) انجام شده است. همچنین نسخه‌های محلی‌شده بازی برای بازارهای آلمانی، اسپانیایی، فرانسوی، ایتالیایی، عبری، ژاپنی، یونانی و برزیلی (پرتغالی) دارای گویندگان بومی هستند.
تم اصلی بازی، آهنگ "It's Only Us" از رابی ویلیامز بود. به عنوان بخشی از توافق برای استفاده از این آهنگ، شرکت EA Sports تیم مورد علاقه ویلیامز، پورت ویل (که در آن زمان در لیگ دسته سوم انگلیس بازی می‌کرد و به طور معمول در بازی حضور نداشت) را به عنوان یک تیم ویژه در بازی گنجاند.